# きらきら馨る
『きらきら馨る』（きらきらかおる）は、高橋冴未による日本の漫画。新書館『サウス』1993年Springに読み切り「散華」、同社『ウィングス』1994年6月号「夢の浮き橋」、9月号「きらきら馨る」などが掲載後、『ウィングス』1995年9月号から2002年6月号まで連載された。単行本は全12巻、文庫本全8巻。
2014年から次世代ストーリー『童殿上なんかするんじゃなかった!』を『ウェブマガジン ウィングス』で連載している。

## あらすじ
報われない恋で自害した沙桐は、その罪によって、黄泉の国で300年の間、他人の成仏をする手伝いをさせられていた。そこにある日、東宮である陽朔（ひさぎ）と出会った。2人は共に惹かれ合い、次は現世で出会おうと約束する。

## 登場人物
沙桐（さぎり）
本作の主人公。自害した罪で、黄泉の国で300年働かされていた元気な女性。黄泉の国で死にかけていた陽朔と出会い、恋に落ちる。陽朔を現世に戻した後、昇天を許されるが、いざ昇天してみると、300年前の自害した数日後に戻ってきていた。東宮である陽朔（ひさぎ）と再会したいと思いながら、陽朔は300年後の東宮故に決して出会うことはないと思い絶望するが、実は同世代に生きる人間であったことが判明。紆余曲折をへて東宮妃となり、彼と結ばれる。
薫（かおる）
沙桐の殿上童（てんじょうわらわ）に変装した時の名前。基本的に直衣姿にポニーテール。色々な人と接触するも、男装がばれることは滅多にないくらい、見事な男の子。
陽朔（ひさぎ） / 常良（ときなが）親王
東宮でありながら、その重責に耐えられずに床に伏せてしまい、黄泉の国で沙桐と出会う。19歳。「陽朔」という名は弾正尹宮と2人で考えたものだが、そう呼ぶのは、基本的には沙桐のみ。
弾正尹宮（だんじょういんのみや） / 常磐（ときわ） / 義良（よしなが）親王
陽朔の異母弟。温和で世渡り上手な性格。権力欲は全くなく、乳母から極端なブラコンを心配されるほど、兄弟仲はいい。中務卿宮からは桜の君とも呼ばれている。女装すると完璧な美女になってしまう。
中務卿宮（なかつかさきょうのみや） / 淳貴（あつたか）親王
陽朔の父である今上帝の弟で、陽朔・弾正尹宮の叔父。陽朔とは瓜二つ。男色と名高く、弾正尹宮を狙っているが、実は好きになった相手なら、男でも女でもどちらでもいいという性格。
志野（しの）
沙桐の女房。沙桐とは主従を超えた関係にあり、どんな時でも懸命に守ろうとする。しかし、近しい間柄過ぎるあまり、苦言を漏らすこともある。
栞姫（しおりひめ）
沙桐の姉。沙桐とはあまり似ておらず、しとやかな美人である。香合わせの名手。
宰相の局（さいしょうのつぽね）
中務卿宮のいとこにあたる、沙桐のお妃教育係。厳しい反面、将来の東宮妃として、沙桐を認めてもいる。
琴姫（ことひめ）
諱は尊子、左大臣家の姫。入内を巡っては沙桐と争っていたが、後に和解。早生と婚約する。男装した時の名前は忍（しのぶ）、早生の弟を自称。
中原早生（なかはら はやお）
左大臣家に仕える青年。陽朔や弾正尹宮、琴姫とは幼い頃からの仲である。親しい者達に置いていかれる寂しさから、自身の怨霊を生み出してしまい、沙桐の命を狙う。後、琴姫と婚約する。
小雪・小春（こゆき・こはる）
琴姫の女房。琴姫の悪巧みに笑顔で荷担する。所謂ボーイズラブの小説を発行するのが趣味。
葵（あおい） / 綾姫（あやひめ）
右大臣家の息子だが、母である女二の宮に女として育てられた。男のまま入内できないことから、男色家の中務卿宮を次期東宮に仕立てようと画策した。事が完全に露見してからは、沙桐とも友人同士となる。女装した姿は、女の沙桐から見ても、驚くほどの美少女。
今上帝（きんじょうてい） / 主上（おかみ）
陽朔と弾正尹宮の父で、中務卿宮の兄。沙桐のことを気に入っており、薫として出仕してくるのを楽しみにしている。陽朔と沙桐が2人きりになった時、「孫の顔は早く見たいが、入内前に孕ませるなよ」と釘をさし、陽朔を慌てさせた。
大后の宮（おおきさきのみや）
今上帝と中務卿宮の母で、陽朔と弾正尹宮には祖母にあたる。沙桐の薫への変装を「童殿上ごっこ」と称して遊び、自分へ長い間知らせなかった面々に激怒した。
左大臣
琴姫の父。陽朔の後見人。人並みの権力欲を持ってはいるが、琴姫のいたづらや早生の怨霊などで心労が絶えない苦労人でもある。
右大臣
葵の父で、女二の宮の夫。左大臣をライバル視する。役職は東宮傅。左大臣以上に権力欲が強いが、それ以外は有能。葵が娘だと信じて疑っていなかったため、真実を知った時にはショックのあまり倒れてしまった。幾人かの側室がいたものの、本当は女二の宮一筋。
女二の宮（おんなにのみや）
葵の母で、右大臣の正室。葵とよく似た美人。中務卿宮の異母姉。祖父に愛されていたいがために、葵を女として育てた。
楓（かえで）
女二の宮の女房の娘。綾姫の影武者も務めていた。
冬弥（とうや）
左近大夫。権大納言季弥の息子。楓とは相思相愛。
弘徽殿中宮（こきでんのちゅうぐう）
陽朔の母で、左大臣の姉。どことなく陽朔に似ている。嫁である沙桐を気に入っている。
麗景殿女御（れいけいでんのにょうご）
弾正尹宮の母で、右大臣の姉。どことなく弾正尹宮に似ている。弘徽殿中宮同様、沙桐を気に入っている。
鈴音（すずね）
紫宸殿に突然現れた少女。
藤原透理
本作の主人公。童殿上を免れ、家でニート生活をしようとするが・・・
立花
本作のヒロイン。萌葱の姉。陽朔と沙桐の娘。代替わりにより、伊勢神宮の斎王になることがほぼ内定しており、残り少ない青春を送ろうとまじないをしたが・・・
萌葱
東宮。立花の弟。陽朔と沙桐の息子
大姫
前帥の宮の長女。葵の中将や頭の中将と見合いをすることになるが・・・
春以、正紀、芳佳
透理と一緒に働く殿上童。
女御　 / 沙桐（さぎり）
前作の主人公。立花と萌葱の母。
今上帝 /　陽朔（ひさぎ）
立花と萌葱の父。
藤原有実
透理の父。大納言。
藤原理子
東宮付女官。実は透理の母。
弾正尹宮（だんじょういんのみや） / 常磐（ときわ） / 義良（よしなが）親王
陽朔の異母弟。
中務卿宮（なかつかさきょうのみや） / 淳貴（あつたか）親王
陽朔の父である院や大姫の父である前帥の宮の弟。陽朔とは瓜二つでまた入れ替わる。引き続き男色と知られる。
小雪・小春（こゆき・こはる）
ボーイズラブの小説を発行するのが趣味は引き続きであり、絵巻物は、仙洞御所で行われた抽選会の景品にもなっている。
葵中将（あおいのちゅうじょう）
右大臣家の息子。大姫と見合いをする。
綾姫（あやひめ）
右大臣家の娘。萌葱の婚約者。前作の綾姫とは別人。
院
陽朔と弾正尹宮の父で、中務卿宮や帥の宮の兄。前作の主上。
左大臣
陽朔の後見人。
右大臣
葵や綾姫の父で、女二の宮の夫。
女二の宮（おんなにのみや）
葵や綾姫の母で、右大臣の正室。
大后
陽朔の母で、左大臣の姉。前作の弘徽殿中宮。
院の女御
弾正尹宮の母で、右大臣の姉。前作の麗景殿女御

## コミックス

### 単行本
※新書館ウィングス・コミック
- 一の巻　1995年1月10日刊行　ISBN 4-403-61374-8

散華 『サウス』1993年 Spring
夢の浮き橋 『ウィングス』1994年6月号
きらきら馨る 『ウィングス』1994年9月号
常磐君危機一髮 描き下ろし
- 二の巻　1996年2月5日刊行　ISBN 4-403-61407-8

きらきら馨る もうすぐ入内篇 『ウィングス』1995年9~12月号
四位少将の話 描き下ろし
光のどけきはるの日に 『ウィングス』1995年3月号
- 三の巻　1996年8月10日刊行　ISBN 4-403-61422-1

きらきら馨る もうすぐ入内篇 『ウィングス』1996年1、3~7月号
- 四の巻　1997年5月10日刊行　ISBN 4-403-61458-2

きらきら馨る もうすぐ入内篇 『ウィングス』1996年9、10、12月号~1997年3月号
- 五の巻　1997年12月25日刊行　ISBN 4-403-61484-1

きらきら馨る もうすぐ入内篇 『ウィングス』1997年4~7、9、10月号
- 六の巻　1998年11月10日刊行　ISBN 4-403-61521-X

きらきら馨る もうすぐ入内篇 『ウィングス』1997年11、12月号
きらきら馨る お正月てんこもり篇 『ウィングス』1998年1月号
きらきら学園 沙桐ちゃん危機一髮!! 『ウィングス』1998年5月号
きらきら馨る 庚申の夜篇 『ウィングス』1998年6月号
きらきら馨る 新連載予告篇 『ウィングス』1998年7月号
CDアフレコレポート 『ウィングス』1998年5月号
- 七の巻　1999年5月10日刊行　ISBN 4-403-61534-1

きらきら馨る 陽に群雲 花には嵐 『ウィングス』1998年8~10月号、1999年1~2月号
- 八の巻　2000年3月10日刊行　ISBN 4-403-61567-8

きらきら馨る 陽に群雲 花には嵐 『ウィングス』1999年3、5~9月号
- 九の巻　2000年12月10日刊行　ISBN 4-403-61610-0

きらきら馨る 陽に群雲 花には嵐 『ウィングス』1999年11月号~2000年2、4、5月号
- 十の巻　2001年7月10日刊行　ISBN 4-403-61636-4

きらきら馨る 陽に群雲 花には嵐 『ウィングス』2000年7、8、11月号
花ぞ むかしの 『ウィングス』2001年1、2月号
- 十一の巻　2002年8月10日刊行　ISBN 4-403-61679-8

常磐君危機一髮 おとしまえ篇 秘めごと 『ウィングス』2001年5、6月号
おまけまんが 描き下ろし
きらきら馨る 恋すてふ 『ウィングス』2001年10~12月号
- 十二の巻　2002年12月10日刊行　ISBN 4-403-61695-X

きらきら馨る 恋すてふ 『ウィングス』2002年1、3~6月号
CDアフレコレポート（カバー下の表紙に収録） 『ウィングス』2001年11月号

### 文庫本
※新書館ウィングス・コミック文庫
- 一の巻　2006年2月10日刊行　ISBN 4-403-50069-2
- 二の巻　2006年2月10日刊行　ISBN 4-403-50070-6
- 三の巻　2006年3月10日刊行　ISBN 4-403-50071-4
- 四の巻　2006年3月10日刊行　ISBN 4-403-50072-2
- 五の巻　2006年4月10日刊行　ISBN 4-403-50073-0
- 六の巻　2006年4月10日刊行　ISBN 4-403-50074-9
- 七の巻　2006年5月10日刊行　ISBN 4-403-50075-7
- 八の巻　2006年5月10日刊行　ISBN 4-403-50076-5

文庫版八の巻には単行本未収録作品「花匂い」が収録されていた。全巻購入の応募特典は、文庫版未収録の単行本おまけ漫画とフリートークに描き下ろし新作「葵の社会復帰大作戦」を加えた64P小冊子『きらきら馨る・虎の巻』（2006年8月10日応募終了）。

## 画集
- 『高橋冴未画集 きらきら馨る』（新書館、2003年1月15日初版） ISBN 4-403-65018-X

## ドラマCD
- 『きらきら馨る1』（1998年） SC-01
- 『きらきら馨る2』（1998年） SC-02
- 『きらきら馨る・もうすぐ入内篇1』（2001年） SC-03
- 『きらきら馨る・もうすぐ入内篇2』（2001年） SC-04
- 『きらきら馨る・もうすぐ入内篇3』（2001年） SC-05

※一般CDショップでは購入されず、新書館の通販およびアニメイトでのみ発売された。
キャスト
- 沙桐：丹下桜・堀江由衣（もうすぐ入内篇）
- 陽朔：子安武人
- 中務卿宮：置鮎龍太郎
- 常磐（弾正尹宮）：結城比呂
- 宰相の局：榊原良子
- 少将：飛田展男
- 母：山口由里子
- 栞：荘真由美
- 志野：石津彩
- 帝：立木文彦
- 左大臣：石井康嗣
- 右大臣：茶風林
- 大納言：河合義雄
- 琴姫：白鳥由里
- 早生：千葉進歩
- 怨霊：南央美
- えんま様：小杉十郎太